# Tricheurymerus obscurus
Tricheurymerus obscurus là một loài bọ cánh cứng trong họ Cerambycidae.